# Eliasz IV (patriarcha Antiochii)
Eliasz IV, imię świeckie Elias Ben Diab Muawad (ur. 1914, zm. 1979) – prawosławny patriarcha Antiochii w latach 1970–1979.